# Pecado
Pecado là một chi nhện trong họ Linyphiidae.